# Miś
„Miś“ е полска комедия от 1980 г., на режисьора Станислав Барея. Премиерата на филма е на 4 май 1981 г. в Полска народна република.

## Сюжет
Внимание:  Текстът по-долу разкрива сюжета на произведението (или части от него)!
Филмът разказва за пълен с парадокси живот на президент на спортен клуб „Дъга“ по времето на комунизма.

## Актьорски състав
| Актьор              | Роля                                                                                            |
| ------------------- | ----------------------------------------------------------------------------------------------- |
| Станислав Тим       | Ришард Охудзки, президент на спортен клуб „Дъга“                                                |
| Кристина Подлеска   | Александра Козел, любовница на Ришард                                                           |
| Кшищоф Ковалевски   | Ян Хохвандер, мениджър на филмопроизводство „Ostatnia paróweczka hrabiego Barry Kenta“          |
| Барбара Бурска      | Ирена Охудзка, бившата съпруга на Ришард                                                        |
| Бронислав Павлик    | Стувала, служител на спортен клуб „Дъга“                                                        |
| Станислав Микулски  | Лейтенант „Чичо Добър съвет“                                                                    |
| Войчех Покора       | Влодарчик, автор на песни                                                                       |
| Йежи Турек          | Вацлав Яжомбек, треньор в спортен клуб „Дъга“                                                   |
| Януш Закшенски      | Богдан Загайни, режисьор на филма „Ostatnia paróweczka hrabiego Barry Kenta“                    |
| Йежи Бончак         | Хростович, асистент на мениджър на филмопроизводство „Ostatnia paróweczka hrabiego Barry Kenta“ |
| Павел Вавжецки      | Певец Цвинкар                                                                                   |
| Виктор Зборовски    | Човекът, който носи на павилион плешива жена на носилка                                         |
| Збигнев Бартошевич  | „Весел Ромек“                                                                                   |
| Марек Шюдим         | Работник на въглища                                                                             |
| Стефан Шродка       | Работник на въглища                                                                             |
| Ева Бем             | Певица                                                                                          |
| Зофия Червинска     | Кандидатка на съпруга на Ришард                                                                 |
| Анджей Бенаш        | Полицай                                                                                         |
| Барбара Винярска    | Продавачка на месо                                                                              |
| Ханна Скаржанка     | Чистачка в спортен клуб „Дъга“                                                                  |
| Евгенюш Привезенцев | Полицай                                                                                         |
| Ян Кочинак          | Полицай                                                                                         |
| Агата Жешевска      | Стюардеса                                                                                       |
| Тадеуш Ханусек      | Шоумен                                                                                          |

## Награди
| Награда            | Категория                         | Номиниран(и)    | Резултат |
| ------------------ | --------------------------------- | --------------- | -------- |
| Златна Патица 2008 | Режисьор на комедия на столетието | Станислав Барея | награда  |